# Submarino
Pour plus de détails, voir Fiche technique et Distribution.
Submarino est un film danois et suédois réalisé par Thomas Vinterberg et sorti en France et en Belgique en 2010.
Il est adapté du roman éponyme de Jonas T. Bengtsson.

## Synopsis
Nick et son frère, deux enfants d'une dizaine d'années, habitent chez leur mère alcoolique. Ils s'occupent de leur frère Martin, un bébé. Un matin, Nick trouve Martin mort.
Des années plus tard, Nick habite dans un studio, il est alcoolique et fréquente Ivan, un ami qui a tendance à être violent avec les femmes. Un soir où ils boivent avec Sofie, une voisine, Ivan commence à flirter avec elle. Nick sort, et lorsqu'il revient, il trouve Sofie morte.
Le frère de Nick élève seul son fils, nommé Martin comme leur frère mort. Il est veuf et héroïnomane. Il hérite d'une importante somme d'argent, avec laquelle il achète une grosse quantité d'héroïne. Il se met à dealer mais il est arrêté par la police.
Les deux frères se croisent en prison, Nick n'ayant pas dénoncé Ivan. Il est libéré plus tard, les indices laissés sur le corps de Sofie l'innocentent. Le frère se suicide. À l'enterrement, Nick retrouve son neveu Martin.

## Fiche technique
- Titre : Submarino
- Réalisation : Thomas Vinterberg
- Scénario : Tobias Lindholm et Thomas Vinterberg, d'après le roman de Jonas T. Bengtsson
- Production : Birgitte Hald et Morten Kaufmann
- Directeur de la photographie : Charlotte Bruus Christensen
- Conception générique : Kristian Eidnes Andersen
- Compositeur : Thomas Blachman
- Costumière : Margrethe Rasmussen
- Maquilleur : Bjørg Serup
- Monteur : Andri Steinn  Gudmundsson (en), Valdís Óskarsdóttir
- Pays :  Danemark,  Suède
- Genre : drame
- Dates de sortie :
  -  Danemark : 25 mars 2010
  -  France : 1er septembre 2010
  -  Belgique : 17 novembre 2010

## Distribution
- Jakob Cedergren : Nick
- Gustav Fischer Kjaerulff : Martin
- Morten Rose : Ivan
- Patricia Schumann : Sofie
- Peter Plaugborg : le frère de Nick, père de Martin
- Elias Ehlers : Carsten
- Helene Reingaard Neumann : Mon
- Henrik Strube : Yellow Jimmy
- Kirk Østergaard : Tobias
- Mads Broe : frère de Nick jeune
- Mei Oulund Ipsen : la mère
- Sebastian Bull Sarning : Nick jeune

## Récompenses
- 2010 : Nordic Council Film Prize
- 2011 : prix du meilleur acteur pour Jakob Cedergren au Festival international du film de Dublin

## Article annexe
- Psychotrope au cinéma et à la télévision